# Truth and Honesty
Truth and Honesty ist ein Jazzalbum von Dave Liebman. Die zwischen November 2021 und März 2022 im New Yorker East Side Sound Studio entstandenen Aufnahmen erschienen 2022 auf Newvelle Records.

## Hintergrund
Truth and Honesty vom Saxophonisten Dave Liebman ist der dritte Teil der vierteiligen Renewal-Reihe des Labels Newvelle Records, einer limitierte Serie von vier Alben, die „die Widerstandsfähigkeit der Musik nach der COVID-19-Pandemie bekräftigt“. Neben Liebman gehören zu den Künstlern der Renewal Collection Elan Mehler, Michael Blake (Combobulate) und Nadje Noordhuis. Liebman, der bei allen Kompositionen das Sopransaxophon spielt, leitet ein schlagzeugloses Trio mit dem Gitarristen Ben Monder und dem Bassisten John Hébert. Liebman schrieb einige neue Kompositionen eigens für dieses Trio; ansonsten interpretiert das Trio bekannte Balladen wie „Lover Man“, „Stella by Starlight“, „Come Rain or Come Shine“, „Bye Bye Blackbird“, Alec Wilders „Moon and San“, Tom Jobims „Zingaro“ und „Blue in Green“ von Bill Evans und Miles Davis. Zwei Bonustracks (im Download erhältlich) sind ebenfalls enthalten – „Time Remembered“ und „Blind Pig“.

## Titelliste
- Dave Liebman: Truth and Honesty

1. Designs (Liebman) 4:38
2. Lover Man (Jimmy Davis, Ram Ramirez, Jimmy Sherman) 5:08
3. Come Rain or Come Shine (Harold Arlen, Johnny Mercer) 5:32
4. Time Remembered (Bill Evans) 4:24 (Bonus track)
5. Stella By Starlight 4:43
6. Blind Pig (Liebman) 1:07 (Bonus track)
7. Moon and Sand (Alec Wilder) 6:04
8. Blue in Green (Bill Evans, Miles Davis) 2:32
9. Bye Bye Blackbird (Ray Henderson, Mort Dixon) 5:16
10. Zingaro (Antônio Carlos Jobim) 6:40

## Rezeption

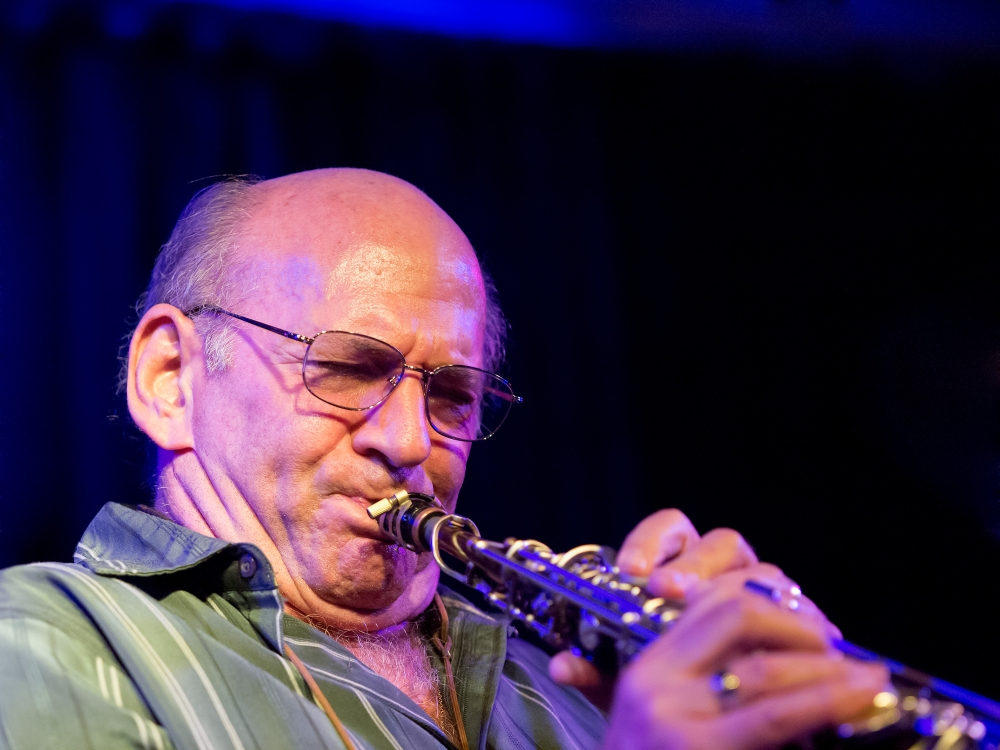
Dave Liebman bei einem Auftritt in der Unterfahrt München 2012

Die sparsame Instrumentierung ergebe einen sehr intimen, oft unglaublich verletzlichen, hochexponierten und letztlich kristallinen Klang, meint Jim Hynes im Glide Magazine. Kombiniert mit der ausgezeichneten Klangqualität von Newvelle Records sorge dies für ein hervorragendes Hörerlebnis. Die Session habe eine lockere, zurückhaltende Anmutung, das der Improvisation dieser Musiker förderlich sei. Der produktive Dave Liebman, jetzt Mitte 70, hätte immer noch diesen kreativen Funken, und es sei höchst zweifelhaft, dass Liebman zuvor jemals in dieser Instrumentalformation gespielt hat.